# John Taylor Arms
Pour les articles homonymes, voir Arms.

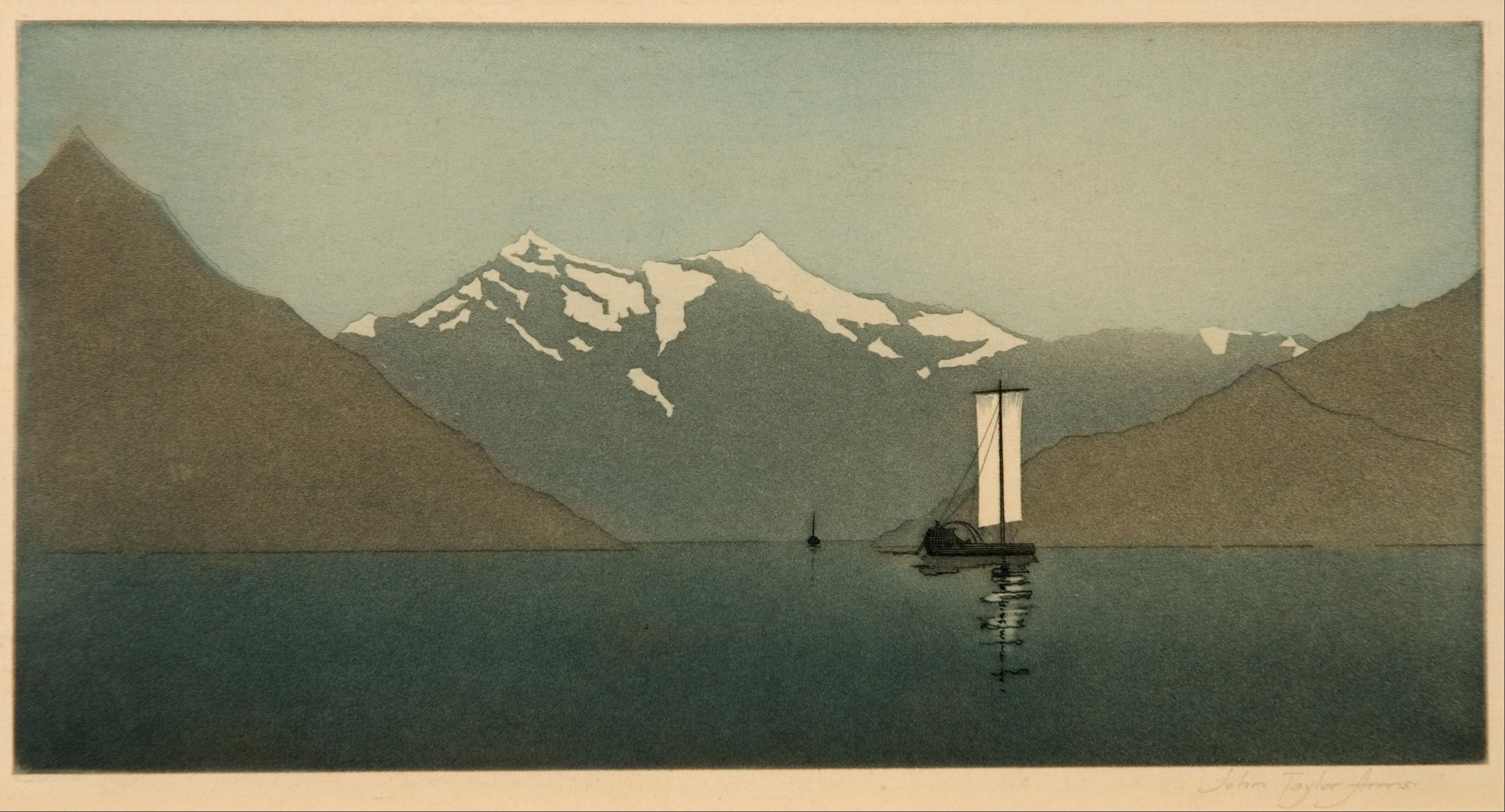
On Lake Como, Number Two, 1919

John Taylor Arms, né à Washington D. C. le 19 avril 1887 et mort le 15 octobre 1953 à Fairfield (Connecticut), est un graveur américain.

## Biographie
Élève de Constant-Désiré Despradelle (en) et de Ross Sterling Turner, membre de la Société nationale des beaux-arts et de nombreuses autres sociétés artistiques du Canada, de Californie, de Philadelphie etc., il expose, entre autres, à New York, San Francisco, Kansas City, Toronto... et, en France, a participé à plusieurs expositions à la Bibliothèque nationale. 
Ses œuvres sont conservées au British Museum et dans les musées de Liverpool, Manchester, Los Angeles, Cleveland ou San Diego. 
Sa gravure la plus réputée est Cathédrale de Rouen.